# Zé Castro
Zé Castro, właśc. José Eduardo Rosa Vale e Castro (ur. 13 stycznia 1983 w Coimbrze) – piłkarz portugalski grający na pozycji środkowego obrońcy.

## Kariera klubowa
José przyszedł na świat w 1983 roku w mieście Coimbra. Piłkarskie kroki stawiał w tamtejszym klubie Académica Coimbra. W barwach klubu zadebiutował jeszcze w sezonie 2003/2004, ale był to jego jedyny mecz w tamtym sezonie. W kolejnym był już członkiem podstawowej jedenastki. Rozegrał 24 mecze i zdobył 1 gola (w wygranym 1:0 meczu z GD Estoril-Praia), a z Academiką zajął 14. miejsce. Już wtedy piłkarzem zainteresowały się czołowe kluby portugalskie z Benficą, Sportingiem oraz FC Porto na czele, jednak ówczesny trener, Nelo Vingada zdołał namówić piłkarza na kolejny sezon gry w klubie. W nim Zé Castro rozegrał 30 meczów na środku obrony Academiki i po raz drugi z rzędu w dużym stopniu przyczynił się do utrzymania klubu w lidze.
Latem 2006 Zé Castro interesowały się Celtic F.C., Bayern Monachium oraz Tottenham Hotspur. Piłkarzowi skończył się kontrakt, więc mógł odejść za darmo i ostatecznie wybrał Atlético Madryt, do którego namówił go nowy szkoleniowiec zespołu, Javier Aguirre. W Primera División Portugalczyk zadebiutował w 9. kolejce, 4 listopada w zremisowanym 0:0 wyjazdowym meczu z RCD Mallorca. Pokazał się z dobrej strony i w następnym meczu z Villarrealem ponownie wybiegł w podstawowej jedenastce. W 36. minucie spotkania zdobył gola na 1:1, a madrycki klub ostatecznie wygrał 3:1. Od tego czasu Zé Castro stał się filarem obrony Atlético, na środku której grał z Luisem Amaranto Pereą bądź Pablo Ibáñezem. W sezonie 2007/2008 stracił i został rezerwowym.
Latem 2008 Zé Castro przeszedł za 2 miliony euro do Deportivo La Coruña. W nowym klubie zadebiutował 31 sierpnia w wygranym 2:1 domowym meczu z Realem Madryt. Jest podstawowym obrońcą Deportivo w sezonie 2008/2009.
| Sezon   | Klub                | Kraj       | Rozgrywki        | Mecze | Bramki |
| ------- | ------------------- | ---------- | ---------------- | ----- | ------ |
| 2003/04 | Académica Coimbra   | Portugalia | SuperLiga        | 1     | 0      |
| 2004/05 | Académica Coimbra   | Portugalia | SuperLiga        | 24    | 1      |
| 2005/06 | Académica Coimbra   | Portugalia | SuperLiga        | 30    | 0      |
| 2006/07 | Atlético Madryt     | Hiszpania  | Primera División | 22    | 2      |
| 2007/08 | Atlético Madryt     | Hiszpania  | Primera División | 8     | 0      |
| 2008/09 | Deportivo La Coruña | Hiszpania  | Primera División | 29    | 1      |
| 2009/10 | Deportivo La Coruña | Hiszpania  | Primera División | 10    | 0      |
| 2010/11 | Deportivo La Coruña | Hiszpania  | Primera División | 6     | 0      |
| 2011/12 | Deportivo La Coruña | Hiszpania  | Primera División | 7     | 0      |
| 2012/13 | Deportivo La Coruña | Hiszpania  | Primera División | 24    | 0      |
| 2013/14 | Rayo Vallecano      | Hiszpania  | Primera División | 19    | 0      |
| 2014/15 | Rayo Vallecano      | Hiszpania  | Primera División | 28    | 0      |
| 2015/16 | Rayo Vallecano      | Hiszpania  | Primera División | 22    | 2      |

## Kariera reprezentacyjna
Zé Castro reprezentował Portugalię na kilku szczeblach wiekowych, a w 2003 roku zadebiutował w kadrze U-20 w meczu przeciwko Czechom. Na razie nie ma za sobą debiutu w pierwszej reprezentacji (stan na 15 maja 2007) i do końca 2006 roku grał jedynie w młodzieżowej drużynie, z którą brał udział w Młodzieżowych Mistrzostwach Europy. Na boiskach Holandii był podstawowym zawodnikiem, zagrał 3 mecze, strzelił samobójczego gola z Serbią i Czarnogórą, a Portugalia nie wyszła z grupy, zajmując w niej ostatnie miejsce.